# Barada (Syria)
Barada (arab. بردة) – miejscowość w Syrii, w muhafazie Aleppo. W 2004 roku liczyła 1225 mieszkańców.